# Michalīs Morfīs
Michalīs Morfīs (in greco: Μιχάλης Μορφής; Nicosia, 15 gennaio 1979) è un ex calciatore cipriota, di ruolo portiere.

## Carriera

### Club
Ha disputato l'intera carriera nel campionato cipriota. Vanta oltre 200 presenze con la maglia dell'APOEL Nicosia, con cui ha giocato dal 1998 al 2010. Dal 2013 è portiere del Doxa Katōkopias.

### Nazionale
Ha esordito con la nazionale cipriota nel 2001. Da allora ha collezionato 22 presenze in 10 anni, sino al 2011.

## Palmarès

### Club

#### Competizioni nazionali
- Campionato cipriota: 4

APOEL: 2001-2002, 2003-2004, 2006-2007, 2008-2009
- Coppa di Cipro: 3

APOEL: 1998-1999, 2005-2006, 2007-2008
- Supercoppa di Cipro: 5

APOEL: 1999, 2002, 2004, 2008, 2009